# Lutowiska község
Lutowiska község Lengyelország délkeleti részén, a Kárpátaljai vajdaságban, a Bieszczady járásban található község. A község székhelye Lutowiska, amely 22 kilométernyire délre fekszik a járási központtól, Ustrzyki Dolnétól és 101 kilométernyire délkeletre fekszik a vajdaság központjától, Rzeszówtól.
A község területe 475,85 négyzetkilométer, és a 2006-os adatok alapján 2197 fő él itt. 
A község területén fekszik a San-völgy Tájképvédelmi Park természetvédelmi terület egy része.

## Települések a községben
Lutowiska községben az alábbi települések találhatók:
- Beniowa
- Bereżki
- Brzegi Górne
- Bukowiec
- Caryńskie
- Chmiel
- Dwerniczek
- Dwernik
- Dydiowa
- Dźwiniacz Górny
- Hulskie
- Krywe
- Krywka
- Łokieć
- Lutowiska
- Muczne
- Nasiczne
- Procisne
- Pszczeliny
- Sianki
- Skorodne
- Smolnik
- Sokoliki Górskie
- Stuposiany
- Tarnawa Niżna
- Tarnawa Wyżna
- Ustrzyki Górne
- Wołosate
- Zatwarnica
- Żurawin

## Szomszédos községek
Lutowiska községet Cisna község és Czarna község határolják.

## Fordítás
Ez a szócikk részben vagy egészben  a   Gmina Lutowiska című angol Wikipédia-szócikk ezen változatának fordításán alapul.  Az eredeti cikk szerkesztőit annak laptörténete sorolja fel. Ez a jelzés csupán a megfogalmazás eredetét és a szerzői jogokat jelzi, nem szolgál a cikkben szereplő információk forrásmegjelöléseként.